# Coppa Italia Dilettanti 2008-2009
La Coppa Italia Dilettanti 2008-09 di calcio si disputa tra marzo e maggio 2009, la vincitrice accede direttamente alla Serie D. Nel caso in cui sia già stata promossa in D per la posizione in classifica nel suo campionato, accede alla Serie D la finalista perdente. Se anch'essa è stata già promossa in D, sarà promossa la migliore delle semifinaliste, e se anche la migliore semifinalista è già promossa, ha diritto alla Serie D l'altra semifinalista, e così via.

## Squadre partecipanti
| Regione                  | Squadra                    | Città (provincia)             |
| ------------------------ | -------------------------- | ----------------------------- |
| Abruzzo                  | L'Aquila                   | L'Aquila                      |
| Basilicata               | Murese 2000 Aurora         | Muro Lucano (PZ)              |
| Calabria                 | Omega Bagaladi San Lorenzo | Bagaladi (RC)                 |
| Campania                 | Forza e Coraggio           | Benevento                     |
| Emilia-Romagna           | Cesenatico Chimicart       | Cesenatico (FC)               |
| Friuli-Venezia Giulia    | Muggia                     | Muggia (TS)                   |
| Lazio                    | Pomezia                    | Pomezia (RM)                  |
| Liguria                  | Loanesi San Francesco 1905 | Loano (SV)                    |
| Lombardia                | Cantù San Paolo            | Cantù (CO)                    |
| Marche                   | Jesina                     | Jesi (AN)                     |
| Molise                   | Termoli                    | Termoli (CB)                  |
| Piemonte e Valle d'Aosta | Acqui                      | Acqui Terme (AL)              |
| Puglia                   | Casarano                   | Casarano (LE)                 |
| Sardegna                 | Porto Torres               | Porto Torres (SS)             |
| Trentino-Alto Adige      | Maia Alta/Obermais         | Merano (BZ)                   |
| Sicilia                  | Città di Bagheria          | Bagheria (PA)                 |
| Toscana                  | Castelnuovese              | Castelnuovo dei Sabbioni (AR) |
| Umbria                   | Castel Rigone              | Castel Rigone (PG)            |
| Veneto                   | Liapiave                   | San Polo di Piave (TV)        |

### Le finali regionali
| Regione                  | Vincitrice       | Finalista          | Risultato                   | Partecipanti                                                                      |
| ------------------------ | ---------------- | ------------------ | --------------------------- | --------------------------------------------------------------------------------- |
| Piemonte e Valle d'Aosta | Acqui            | Borgosesia         | 1 - 1 e 2 - 1               | le 32 di Eccellenza                                                               |
| Liguria                  | Loanesi          | Pontedecimo        | 0 - 0 dts (5-3 dcr)         | 48 (16 di Eccellenza e 32 di Promozione)                                          |
| Lombardia                | Cantù San Paolo  | Palazzolo          | 2 - 1                       | le 54 di Eccellenza                                                               |
| Trentino-Alto Adige      | Obermais         | Dro                | 3 - 2                       | 48 (16 di Eccellenza e 32 di Promozione)                                          |
| Veneto                   | LiaPiave         | Legnago            | 2 - 1 dts                   | 96 (32 di Eccellenza e 64 di Promozione)                                          |
| Friuli-Venezia Giulia    | Muggia           | Fontanafredda      | 3 - 1                       | 48 (16 di Eccellenza e 32 di Promozione)                                          |
| Emilia-Romagna           | Cesenatico       | Virtus Pavullese   | 4 - 1                       | le 36 di Eccellenza                                                               |
| Toscana                  | Castelnuovese    | Pietrasanta Marina | 0 - 0 e 0 - 0 dts (4-2 dcr) | le 33 di Eccellenza                                                               |
| Umbria                   | Castel Rigone    | Semonte            | 2 - 1                       | le 18 di Eccellenza                                                               |
| Marche                   | Jesina           | Piano San Lazzaro  | 1 - 0                       | le 18 di Eccellenza                                                               |
| Lazio                    | Pomezia          | Fidene             | 1 - 0                       | le 36 di Eccellenza                                                               |
| Abruzzo                  | L'Aquila         | Miglianico         | 2 - 0                       | le 18 di Eccellenza                                                               |
| Molise                   | Termoli          | Frentana Larino    | 0 - 0 dts (4-2 dcr)         | 32 (16 di Eccellenza e 16 di Promozione)                                          |
| Campania                 | Forza e Coraggio | Gladiator          | 2 - 1                       | 96 (32 di Eccellenza e 64 di Promozione)                                          |
| Puglia                   | Casarano         | Liberty            | 2 - 0 dts                   | 50 (18 di Eccellenza e 32 di Promozione)                                          |
| Basilicata               | Murese           | Ruggiero di Lauria | 1 - 0                       | 32 (16 di Eccellenza e 16 di Promozione)                                          |
| Calabria                 | Omega Bagaladi   | Praia              | 0 - 0 dts (3-1 dcr)         | 48 (16 di Eccellenza e 32 di Promozione)                                          |
| Sicilia                  | Bagheria         | Milazzo            | 2 - 1                       | le 32 di Eccellenza                                                               |
| Sardegna                 | Porto Torres     | Sanluri            | 2 - 2 dts (8-7 dcr)         | le 16 di Eccellenza                                                               |
| Totale                   | 19 club ammessi  | -                  | -                           | 791 club partecipanti alle fasi regionali (471 di Eccellenza e 320 di Promozione) |

## Fase eliminatoria a gironi
Le 19 squadre partecipanti al primo turno (11-25 marzo) sono state divise in 8 gironi:
- I gironi A, B e G sono composti da 3 squadre;
- I gironi C, D, E, F e H sono composti da 2 squadre.

I giorni sono stati sorteggiati come segue:
| Girone A        | Girone B           | Girone C   | Girone D      | Girone E     | Girone F | Girone G         | Girone H       |
| --------------- | ------------------ | ---------- | ------------- | ------------ | -------- | ---------------- | -------------- |
| Acqui           | Liapiave           | Cesenatico | Castelnuovese | Pomezia      | L'Aquila | Forza e Coraggio | Bagheria       |
| Cantù San Paolo | Maia Alta Obermais | Jesina     | Castel Rigone | Porto Torres | Termoli  | Murese           | Omega Bagaladi |
| Loanesi         | Muggia             |            |               |              |          | Casarano         |                |

### Girone A
| Squadra    | P.ti | G | V | N | P | GF | GS | DR |
| ---------- | ---- | - | - | - | - | -- | -- | -- |
| 1. Cantù   | 6    | 2 | 2 | 0 | 0 | 6  | 0  | +6 |
| 2. Acqui   | 3    | 2 | 1 | 0 | 1 | 3  | 1  | +2 |
| 3. Loanesi | 0    | 2 | 0 | 0 | 2 | 0  | 8  | -8 |

| 11 marzo 2009, ore 15:00 | Acqui | 3 – 0 | Loanesi |  |

| 18 marzo 2009, ore 15:00 | Loanesi | 0 – 5 | Cantù |  |

| 25 marzo 2009, ore 16:00 | Cantù | 1 – 0 | Acqui |  |

### Girone B
| Squadra      | P.ti | G | V | N | P | GF | GS | DR |
| ------------ | ---- | - | - | - | - | -- | -- | -- |
| 1. Muggia    | 6    | 2 | 2 | 0 | 0 | 4  | 0  | +4 |
| 2. Liapiave  | 3    | 2 | 1 | 0 | 1 | 1  | 1  | 0  |
| 3. Maia Alta | 0    | 2 | 0 | 0 | 2 | 0  | 4  | -4 |

| 11 marzo 2009, ore 15:00 | Maia Alta | 0 – 3 | Muggia |  |

| 18 marzo 2009, ore 15:00 | Liapiave | 1 – 0 | Maia Alta |  |

| 25 marzo 2009, ore 15:00 | Muggia | 1 – 0 | Liapiave |  |

### Girone C
| 11 marzo 2009, ore 15:00 | Cesenatico | 0 – 0 | Jesina |  |

| 18 marzo 2009, ore 15:00 | Jesina | 0 – 1 | Cesenatico |  |

Qualificata/o:  Cesenatico

### Girone D
| 11 marzo 2009, ore 15:00 | Castelnuovese | 1 – 1 | Castel Rigone |  |

| 18 marzo 2009, ore 15:00 | Castel Rigone | 1 – 0 | Castelnuovese |  |

Qualificata/o:  Castel Rigone

### Girone E
| 11 marzo 2009, ore 15:00 | Porto Torres | 0 – 0 | Pomezia |  |

| 18 marzo 2009, ore 15:00 | Pomezia | 2 – 1 | Porto Torres |  |

Qualificata/o:  Pomezia

### Girone F
| 11 marzo 2009, ore 15:00 | Termoli | 1 – 1 | L'Aquila |  |

| 18 marzo 2009, ore 15:00 | L'Aquila | 2 – 0 | Termoli |  |

Qualificata/o:  L'Aquila

### Girone G
| Squadra             | P.ti | G | V | N | P | GF | GS | DR |
| ------------------- | ---- | - | - | - | - | -- | -- | -- |
| 1. Casarano         | 6    | 2 | 2 | 0 | 0 | 4  | 0  | +4 |
| 2. Forza e Coraggio | 1    | 2 | 0 | 1 | 1 | 1  | 3  | -2 |
| 3. Murese           | 1    | 2 | 0 | 1 | 1 | 1  | 3  | -2 |

| 11 marzo 2009, ore 15:00 | Forza e Coraggio | 0 – 2 | Virtus Casarano |  |

| 18 marzo 2009, ore 15:00 | Murese | 1 – 1 | Forza e Coraggio |  |

| 25 marzo 2009, ore 16:00 | Virtus Casarano | 2 – 0 | Murese |  |

### Girone H
| 11 marzo 2009, ore 15:00 | Bagheria | 2 – 2 | Omega Bagaladi |  |

| 18 marzo 2009, ore 15:00 | Omega Bagaladi | 1 – 0 | Bagheria |  |

Qualificata/o:  Omega Bagaladi

## Fase a eliminazione diretta

### Quarti di Finale
| Squadra 1      | Totale | Squadra 2  | Andata | Ritorno         |
| -------------- | ------ | ---------- | ------ | --------------- |
| Cantù          | 5 - 3  | Muggia     | 2 - 1  | 3 - 2           |
| Castel Rigone  | 2 - 2  | Cesenatico | 2 - 0  | 0 - 2 (6-5 dcr) |
| Pomezia        | 6 - 0  | L'Aquila   | 3 - 0  | 3 - 0           |
| Omega Bagaladi | 1 - 6  | Casarano   | 0 - 1  | 1 - 5           |

### Semifinali
| Squadra 1 | Totale | Squadra 2     | Andata | Ritorno |
| --------- | ------ | ------------- | ------ | ------- |
| Cantù     | 3 - 8  | Castel Rigone | 1 - 4  | 2 - 4   |
| Casarano  | 3 - 1  | Pomezia       | 2 - 0  | 1 - 1   |

### Finale
| Squadra 1 | Risultato | Squadra 2     |
| --------- | --------- | ------------- |
| Casarano  | 4 - 0     | Castel Rigone |

| Arbitro: | Sacchi (Macerata) |

| |            | |
| Villa 24’, 39’, 68’ (rig.) D'Anna 83’ | Marcatori  | |
| · Leopizzi · Fazio · Palma · Marchi · Niccolini · Calabro · (63' D'Anna) Sanguinetti · (76' Seclì) Rocco · Villa · Bonaffini · (70' Rosciglione) Aragao | Formazioni | Puntelli Vergaini Vitali Pinazza (46' Baciocchi) Pobega Segoloni Valli Menchinella Rigucci Lillocci De Luca |
| Bianchetti | Allenatori | Nofri Onofri                                                                                                |